# Diferenciación planetaria

Las capas de la Tierra, un cuerpo planetario diferenciado

En ciencia planetaria, se denomina diferenciación planetaria al proceso de separación y diferenciación de los componentes de un cuerpo planetario como resultado de su evolución física y química, cuando el cuerpo desarrolla capas de composición diferente. Los materiales más densos de protoplaneta se hunden hacia el centro, mientras que los materiales menos densos suben a la superficie. Este proceso tiende a crear el núcleo y el manto. A veces se forma una corteza superior químicamente distinta sobre la parte externa del manto. El proceso de diferenciación planetaria se ha producido en los planetas, en planetas enanos, en asteroides como  (4) Vesta y en satélites naturales (como la Luna).

## Calentamiento
Cuando el sol nació de la nebulosa solar, el hidrógeno, el helio y otros materiales ligeros fueron expulsados hacia las regiones exteriores del  sistema solar por la presión de la radiación y del viento solar. La rocas y los elementos más pesados comenzaron el proceso de agregación para formar protoplanetas, con concentraciones altas de elementos radiactivos. El calor debido a la desintegración radiactiva, los impactos y la presión gravitatoria fundían algunas partes de los protoplanetas según crecían hacia el tamaño planetario. En las zonas de fusión, los materiales más densos iban hundiéndose hacia el centro, en tanto los más ligeros ascendían a la superficie. La composición de algunos meteoritos (acondritas) muestran que la diferenciación también se produjo en los asteroides (en Vesta, por ejemplo), que son los objetos origen de los meteoroides. El isótopo radiactivo del Aluminio-26 fue probablemente la principal fuente de calor.
Cuando los protoplanetas crecen por acreción, la energía del impacto produce un calentamiento local. Además de ello, una vez alcanzado un tamaño suficiente, la fuerza gravitatoria produce presiones y temperaturas que son suficientes para fundir algunos materiales. Las reacciones químicas y las diferencias en densidades mezclan o separan los materiales y los más ligeros son llevados a la superficie.
En la Tierra, una gran masa de hierro fundido es lo suficientemente densa respecto al material de la corteza continental para abrirse paso hacia el manto. En los planetas exteriores del sistema solar pueden darse procesos similares con materiales más ligeros, que podrían ser hidrocarburos como el metano, el agua líquida o el hielo o dióxido de carbono en estado sólido.

## Diferenciación química
Aunque las grandes masas de materiales ascienden o se hunden conforme a sus densidades relativas, los elementos presentes en ellas se fraccionan de acuerdo con sus afinidades químicas y son incorporados por la fracción mayoritaria con la que se asocian. El uranio, por ejemplo, que es un elemento raro y muy denso, tiene más compatibilidad química con los materiales ligeros  de la corteza terrestre, rica en silicatos, que con el denso núcleo metálico.

## Diferenciación física

### Separación gravitatoria
Los materiales de mucha densidad tienden a hundirse a través de los materiales más ligeros. Esta tendencia está en relación con la solidez estructural relativa entre materiales, pero esta diferencia tiende a reducirse cuando se alcanzan temperaturas en que los materiales se funden o adquieren plasticidad. El hierro, el elemento más común que adopta una fase densa de metal fundido, tiende a emigrar hacia los interiores planetarios. Con él viajan hacia el centro muchos elementos siderófilos que tienen afinidad para formar aleaciones férricas. No obstante, no todos los elementos pesados hacen este viaje; algunos elementos calcófilos pesados se unen a silicatos de baja densidad y compuestos óxidos, que viajan en dirección opuesta. 
Las zonas principales de la Tierra diferenciadas por su composición son el núcleo metálico rico en hierro, muy denso; el manto, menos denso, rico en magnesio y silicatos, y la relativamente ligera y delgada corteza, compuesta sobre todo por aluminio, sodio, calcio y potasio. Más ligeros aún son la hidrosfera y la atmósfera.
Los materiales más ligeros tienden a subir a través de los más densos. Cuando lo hacen pueden adoptar formas en domo, llamadas diapiros. Sobre la Tierra, los domos salinos (salt domes) son diapiros de compuestos salinos en la corteza que ascienden a través la roca que los rodea. Diapiros de rocas fundidas de silicatos, de baja densidad, como el granito, son abundantes en la superficie terrestre. Las serpentinitas, mineral hidratado y de baja densidad que se origina por la alteración de los materiales del manto en las zonas de subducción, pueden subir a la superficie como diapiros. Con otros materiales puede pasar igual: un ejemplo de baja temperatura y bajo la superficie es el de los volcanes de lodo.

### KREEP lunar
Se ha encontrado sobre la Luna un material basáltico distintivo que tiene una composición elevada de "elementos incompatibles", tales como el potasio, el fósforo y tierras raras, y a menudo se le denomina por la abreviatura KREEP. También es rico en uranio y torio. Estos elementos no se encuentran entre los mucho más abundantes que cristalizaron del océano de magma primigenio, por lo que el basalto tipo KREEP puede haberse diferenciado mediante erupciones ocasionales hacia la superficie procedentes del manto.